# Hylaeus fraternus
Hylaeus fraternus är en biart som först beskrevs av Charles Thomas Bingham 1898.  Hylaeus fraternus ingår i släktet citronbin, och familjen korttungebin. Inga underarter finns listade i Catalogue of Life.